# Кафарський Юрій Дамазійович
Кафа́рський Ю́рій Дамазі́йович — (* 3 січня 1964, м. Могилів-Подільський Вінницької області) — український живописець і скульптор. Член Національної спілки художників України з 2000 р. Заслужений художник України (2016).

## Життєпис
Народився і проживає у м. Могилеві-Подільському на Вінниччині. Навчався на художньо-графічному факультеті Одеського державного педагогічного інституту імені К. Д. Ушинського (1981—1986). Педагоги: Олександр Риндін, Любов Риндіна, Валерій Гегамян. Викладає у Могилів-Подільській дитячій художній школі (від 1988).

## Творчість
Працює у станковому живописі, монументальній та станковій скульптурі, переважно у жанрах пейзажу, портрету, сюжетно-тематичної картини.

Від 1995 р. активний учасник всеукраїнських та міжнародних пленерів живопису, мистецьких акцій, всеукраїнських виставок. Нагороджувався грамотами Міністерства культури і туризму України, Російської Федерації, Придністровської Молдовської республіки, Національної спілки художників України, пам'ятними медалями Меморіалу А. І. Куїнджі.

|                                        | В його пейзажах ясна і пластична мальовнича мова. Продумана композиція, точність і чистота малюнка – всі ці якості є суттю його творчості. Він розуміє душу природи і втілює своє сприйняття у фарбах, знаходячи для цього виражальні засоби. Захопленість художника невичерпна, саме вона допомагає йому знаходити картинні мотиви там, де багато хто проходять повз, не затримуючи погляду. |
| — О. А. Колєсниченко, мистецтвознавець | |

Твори автора знаходяться в Дирекції виставок Національної Спілки художників України, Вінницькому обласному художньому музеї, Вінницькому обласному краєзнавчому музеї, Вінницькому регіональному центрі сучасного мистецтва «АртШик», Бєлгородському державному художньому музеї (Російська Федерація), Придністровському державному художньому музеї (м. Бендери, Молдова), Лебединському міському художньому музеї ім. Б. К. Руднєва, Полтавському художньому музеї ім. М. Ярошенка, Шевченківському національному заповіднику «Тарасова гора» (м. Канів), музеї історії м. Кам'янське, Центрі сучасного мистецтва ім. А. І. Куїнджі (м. Маріуполь), культурно-археологічному центрі «Пересопниця» (Рівненська обл.), Сумському обласному художньому музеї ім. Никанора Онацького, Острозькій підземній художній галереї (Національний університет «Острозька академія»), Тростянецькій картинній галереї (Сумська обл.), Художньо-меморіальному музеї ім. І. Ю. Рєпіна м. Чугуїв (Харківська обл.), картинній галереї санаторію «Авангард» (м. Немирів), Українській Академії банківської справи, галерея мистецтв «Академічна» (м. Суми), Історико-культурному заповіднику «Буша».

## Відзнаки та нагороди
- Заслужений художник України (2016);
- Почесна грамота Кабінету Міністрів України (2020).